# ダイオキシン・環境ホルモン対策国民会議
ダイオキシン・環境ホルモン対策国民会議（ダイオキシン・かんきょうホルモンたいさくこくみんかいぎ、英名 Japan Endocrine-disruptor Preventive Action、JEPA）は、ダイオキシン・環境ホルモン汚染による、人類及び地球上のあらゆる生物の種の存続の危機を避け、子どもたちの未来を取り戻すために全国158名の女性弁護士が呼びかけ人となり、科学者･医師･作家･法律家など50名の学際的発起人によって1998年に設立され、2009年に特定非営利活動法人となった団体。人々が、利害や立場を超えて結集し、知恵を出し合って適切な政策提言を行うことにより、広く世論を喚起して、政府に有効な対策を実現させることを目指している。
主たる事務所を東京都新宿区四谷1丁目21番戸田ビル4階に置いている。

## 結成・設立の経緯
- 国民会議結成の呼びかけ[2]、設立趣意書[3]参照。

## 活動内容
ダイオキシン･環境ホルモンをはじめとする有害化学物質汚染から人の健康と環境を守るために、予防原則に立った具体的政策を提言することを目的に活動している。
- 主な活動：政策提言及びその推進[4]、情報交換、NGOとの協力推進、調査研究、相談活動、シンポジウムの開催、講演会・学習会の開催と講師派遣、ニュース レター[5][6]の発行等[1]

## 提言
これまで、「ダイオキシン類緊急対策提言」（第1次～第3次、1999-2000年）、「『循環型社会基本法』（仮称）の立法提言」（2000年）、「『容器包装リサイクル法』の改正提言」（2002年）、「『子ども環境保健法』（仮称）の立法提言」（2003年）、「『アスベスト対策基本法』（仮称）の立法提言」（2005年）、「鉛のリスク削減に関する提言」（2006年）、「『化学物質政策基本法』（仮称）試案の提言」（2008年）、「ネオニコチノイド系農薬の使用中止等を求める緊急提言」（2010年）等を行っている。